# クロアチアバレーボール連盟
クロアチアバレーボール連盟（クロアチア語表記: Hrvatski odbojkaški savez、英称: Croatian Volleyball Federation）は、クロアチアでのバレーボールに関する活動を統括する団体。略称は、HOS。所在地はザグレブ。

## 沿革
- 1946年 - クロアチアバレーボール連盟が設立。

## 主催する大会
- クロアチアバレーボールリーグ
  - 1A Men's Volleyball League
  - 1B Men's Vollleyball League
  - 1A Women's Volleyball League
  - 1B Women's Vollleyball League

## 代表チーム
- バレーボールクロアチア男子代表
- バレーボールクロアチア女子代表